# Джедборо
Дже́дборо (англ. Jedburgh, гэльск. Deadard) — город в Шотландии. Расположен в области Скоттиш-Бордерс в 16 км от северной границы Англии.

## История
9 декабря 1165 года в этом городе умер Малкольм IV.